# Esporte Clube Fortaleza
O Esporte Clube Fortaleza é um clube futebolístico brasileiro sediado na cidade de Curitiba, no estado do Paraná.

## História
Foi fundado no dia 2 de abril de 1983, porém começou a disputar em competições amadoras apenas em 1995, na Série B, onde sagrou-se tricampeão seguido. Em 2003, a equipe licenciou-se das competições por dificuldades financeiras, retornando apenas em 2016. Em 2017, garantiu o acesso após ser vice-campeão frente o Santíssima Trindade, sendo rebaixado no ano seguinte. Em 2019, sagrou-se campeão da Série B, após vencer o Tanguá-PR pelo placar agregado de 4–3. Em 2020, disputou a Taça Kaiser, onde foi eliminado na fase de grupos, após perder para o Vasco de Esmeraldas no primeiro jogo por 6–0, e ganhar do Internacional-MG pelo placar de 3–1.
Em 2022 e 2023, a equipe avançou às quartas de finais na Série A da Suburbana. Na edição de 2022, foi eliminado pelo Vila Sandra após perder pelo placar de 2–1, e empatar o segundo jogo por 1–1. Na edição de 2023, foi eliminado pelo União Capão Raso após perder pelo placar de 2–0, e empatar o segundo jogo por 2–2.

## Títulos
| ESTADUAIS | ESTADUAIS                          | ESTADUAIS | ESTADUAIS   |
|           | Competição                         | Títulos   | Temporadas  |
| --------- | ---------------------------------- | --------- | ----------- |
|           | Campeonato Curitibano - 2ª Divisão | 2         | 1996 e 2019 |
|           | Campeonato Curitibano - 3ª Divisão | 2         | 1997 e 1998 |